# Morristown (New Jersey)
Morristown város az USA New Jersey államában. Lakosainak száma 20 180 fő (2020. április 1.).

## Népesség
A település népességének változása:

| 2010 | 18 411 |
| 2020 | 20 180 |

## A város nevezetes szülöttei
- Peter Dinklage (1969–), Emmy-díjas színész
- Tobin Heath (1988–), olimpiai- és világbajnok női labdarúgó
- Linda Hunt (1945–), Oscar-díjas színésznő